# کادری تالی
کادری تالی (استونیایی: Kadri Tali؛ زادهٔ ۱ ژانویهٔ ۱۹۷۲) رهبر ارکستر زن اهل استونی است.
وی در سال ۱۹۹۶ از آکادمی موسیقی و تئاتر استونی در تخصص رهبری گروه کر فارغ‌التحصیل شد.